# Contea di Jefferson (Tennessee)
La contea di Jefferson in inglese Jefferson County è una contea dello Stato del Tennessee, negli Stati Uniti. La popolazione al censimento del 2000 era di 44 294 abitanti. Il capoluogo di contea è Dandridge.